# Maranta depressa
Maranta depressa är en strimbladsväxtart som beskrevs av Charles Jacques Édouard Morren. Maranta depressa ingår i släktet Maranta och familjen strimbladsväxter. Inga underarter finns listade.

## Bildgalleri

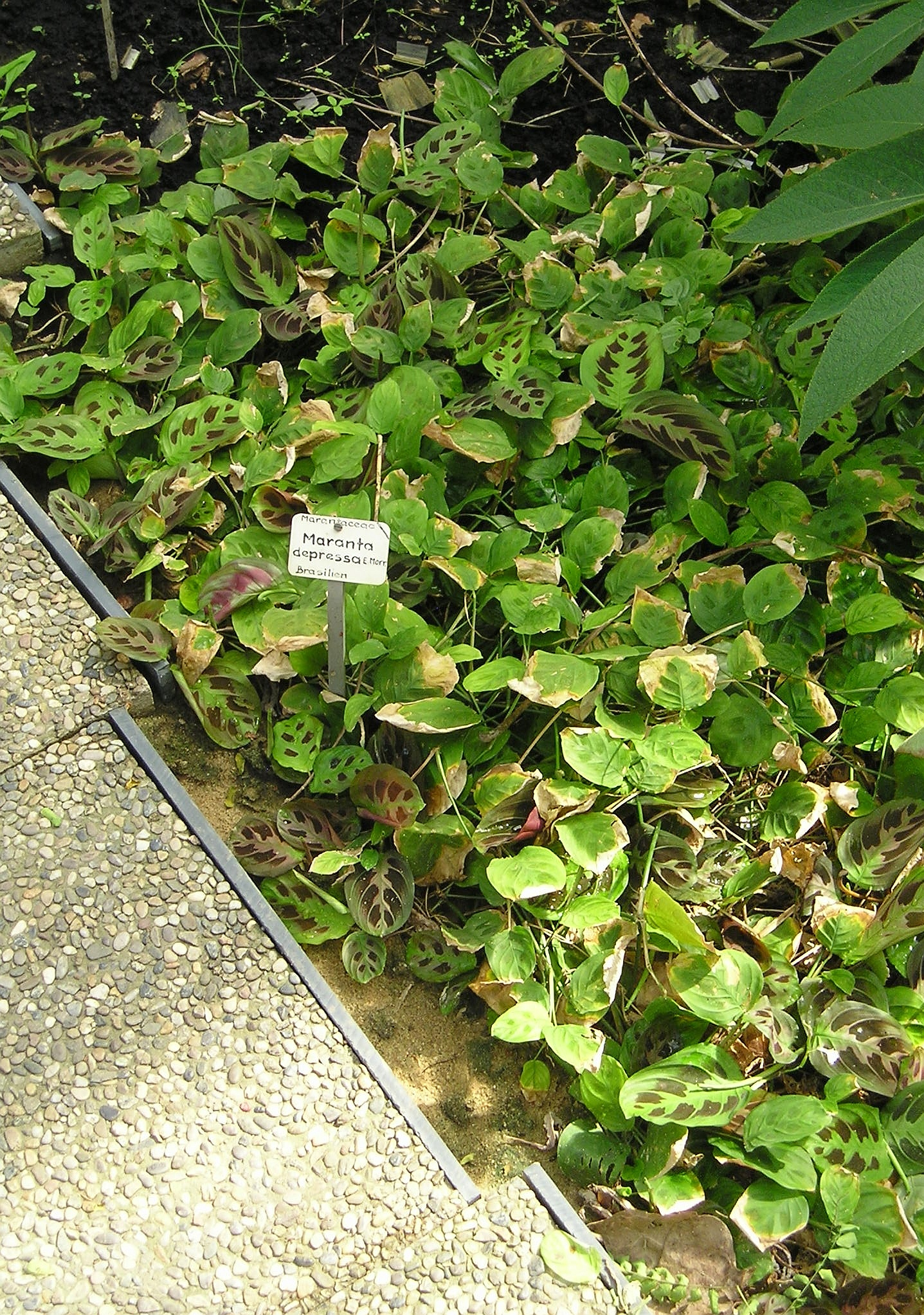